# Ya (freccia)
Ya (矢?, ya) è la parola giapponese per freccia e spesso si riferisce alle frecce usate nella pratica del kyudo (弓道?), il tiro con l'arco tradizionale giapponese. Ya sono anche le frecce usate dai samurai durante il periodo feudale del Giappone. Al contrario delle frecce occidentali, le ya sono lunghe quasi un metro. Tradizionalmente le ya sono fatte con materiali naturali, solitamente bambù, mentre le più moderne possono essere fatte anche di alluminio o fibra di carbonio.  La statunitense Easton e la giapponese Mizuno sono le maggiori manifatture di aste per ya. Oltre il 90% dei praticanti di kyudo usa aste Easton.

## Parti della ya

### No (asta)
I no sono realizzati in bambù yadake e possono avere forme diverse, diritte o affusolate, a seconda dell'uso della freccia nel tiro a distanza o nella pratica con il bersaglio. Le frecce più leggere possono perdere la loro stabilità quando vengono lanciate da un arco potente, le frecce più pesanti hanno una traiettoria che tende a inarcarsi di più. In genere viene usato bambù della zona del kanto. Questo per un motivo puramente pratico: il bambù non cresce abbastanza velocemente nelle zone fredde e le articolazioni sono troppo vicine tra loro, mentre nelle zone calde il bambù cresce troppo velocemente e le articolazioni sono troppo distanti. Quindi la zona del kanto, con un clima mite che permette alle articolazioni di crescere alla distanza perfetta, è la preferita. Le articolazioni dell'albero aiutano a bilanciare la freccia. Dopo la raccolta il bambù cambia ancora dimensione e forma, quindi deve riposare dai 2,5 ai 3 anni dopo il taglio prima che possa essere utilizzato. Quando è stagionato al punto giusto il bambù dovrebbe fornire una buona presa attorno al codolo dello yanone. Il bambù è temperato in un forno speciale simile allo stile dell'alveare vichingo e raddrizzato con uno strumento chiamato tomegi, o "domatore di alberi", che viene utilizzato anche durante la creazione di canne da pesca di bambù. L'aspetto del No varia. Alcuni sono semplici, mentre altri sono coperti di lacca rossa. La lunghezza corretta viene misurata dalla gola dell'arciere a cinque centimetri oltre la punta della mano sinistra protesa.

### Hane (piume)
Le frecce sono impennate con hane (piume) lunghe circa quindici centimetri le quali possono essere la parte più costosa della freccia. Tradizionalmente, le piume di coda più esterne dei grandi rapaci erano considerate le più belle. Molti di questi uccelli sono ora in pericolo di estinzione – in particolare l'aquila di mare – pertanto, nei tempi moderni, vengono utilizzate piume di aquile minori, cigni, oche o persino tacchini. D'altra parte, le piume di gufo non sono mai state usate, poiché si pensava fossero portatrici di sventura. Si possono usare sia piume sia dell'ala sinistra che di quella destra, perché le piume dell'ala si curvano naturalmente a sinistra o a destra. Ya con piume dell'ala sinistra sono chiamate haya e si muovono a spirale in senso orario, mentre ya fatte con le piume dell'ala destra sono chiamate otoya e ruotano in senso antiorario.

### Hazu (cocca)
La cocca o hazu è spesso fatta di corno di cervo o capra e arcieri limano la fessura in base al diametro della propria corda. Ya più antiche o cerimoniali possono avere cocche di bambù.

### Punte di freccia
Ya usate per la pratica con il bersaglio hanno una punta di ferro conica chiamata ne.
Ya usate in guerra dai samurai avevano una varietà di punte chiamate yajiri o yanone; queste punte di freccia erano forgiate usando lo stesso acciaio (tamahagane) e metodo delle spade giapponesi tradizionali. Esistono molti tipi diversi di punte di freccia e hanno tutti il loro nome specifico. Togariya è un semplice disegno appuntito. Lo yanagiba, conosciuto anche come "foglia di salice", è noto per il suo disegno elegante. Le karimata sono frecce a doppia punta e vengono talvolta definite "tronchesi". Le frecce spinate dette "dilania carne" sono note come watakushi. Il tagoneya ha la forma di uno scalpello. Le kaburaya venivano usate per segnalare e creare paura con il forte fischio che avrebbero prodotto. Erano anche abbastanza grandi da poter essere siglati sul codolo dal fabbricante alla maniera delle spade giapponesi.

## Galleria d'immagini

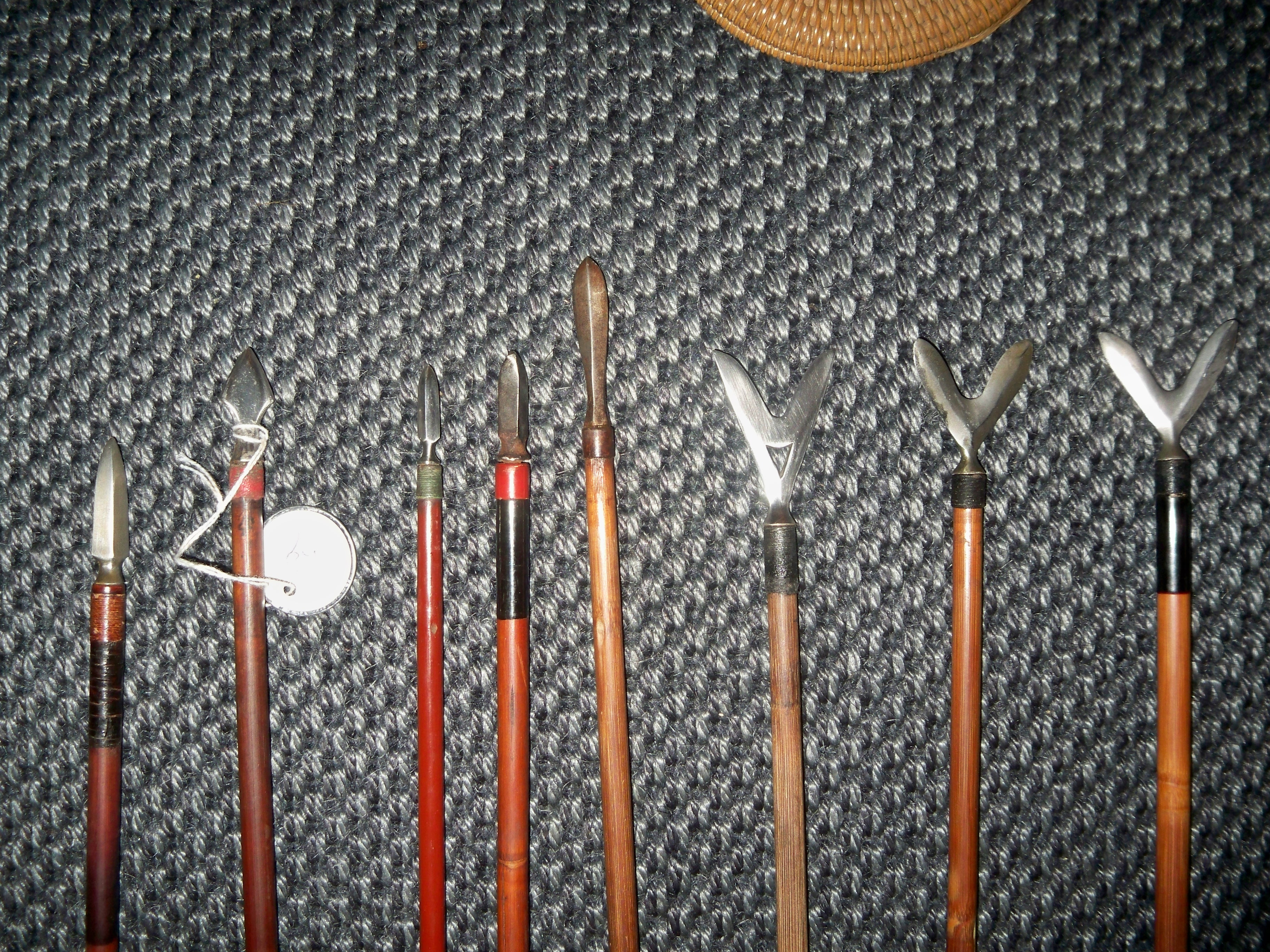
Antiche punte di freccia giapponesi yajiri o yanone.
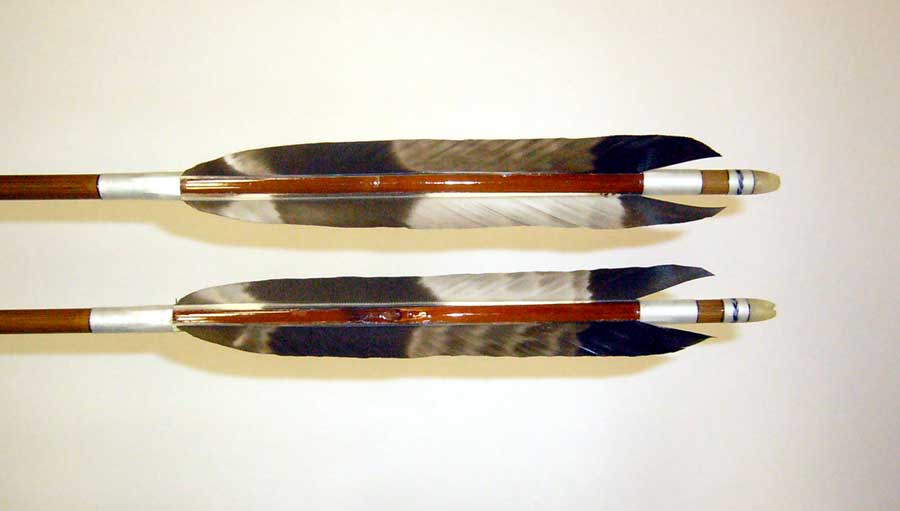
Piume di frecce giapponesi.
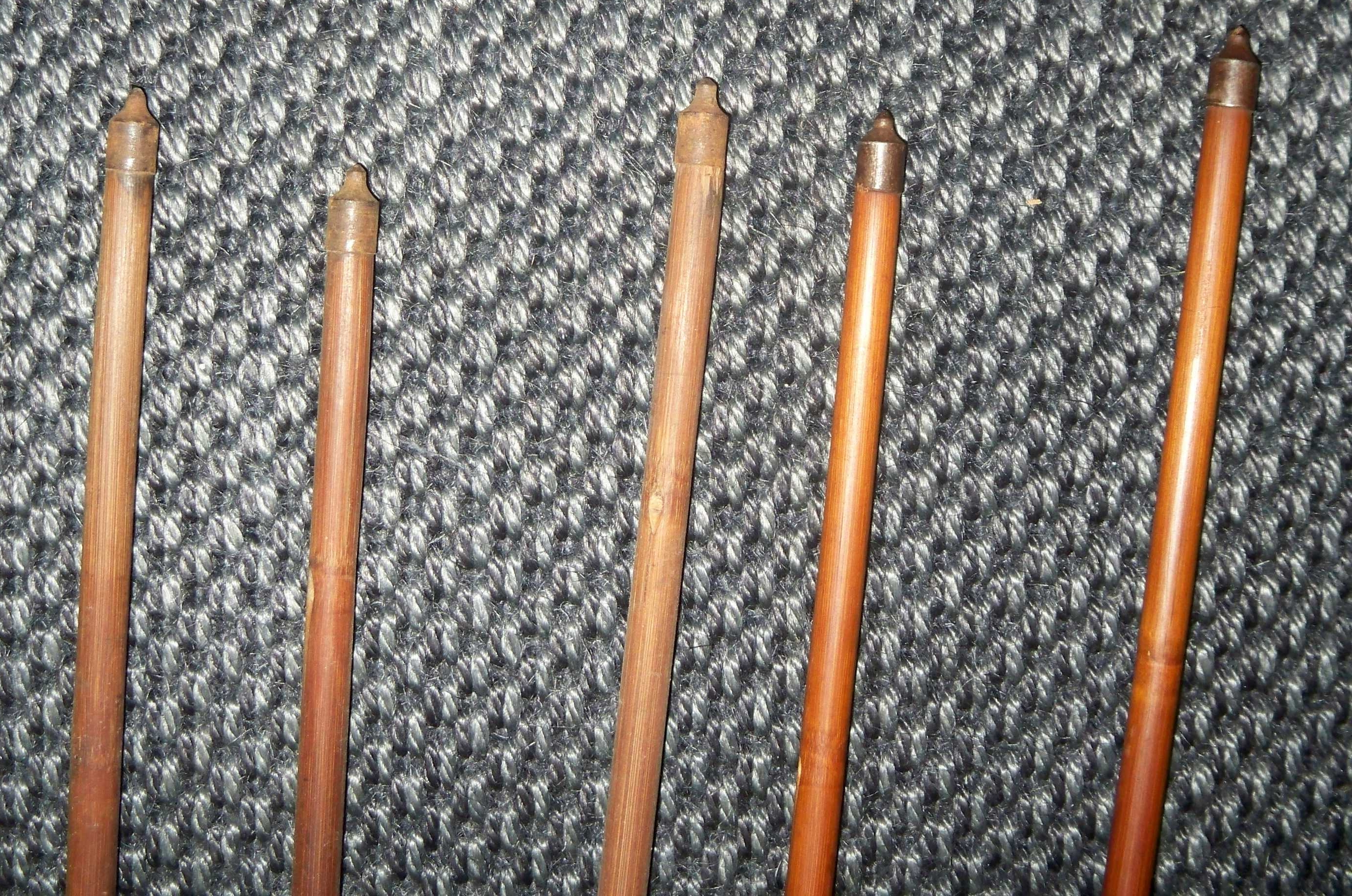
Antiche punte di freccia per il tiro al bersaglio (ne).